# 203-я мотострелковая дивизия
203-я мотострелковая Запорожско-Хинганская Краснознамённая ордена Суворова II степени дивизия, сокращённо 203-я мсд (каз. 203-ші Запорож-Хинган Қызылтулы мотоатқыштар ІІ дәрежелі Суворов орденді дивизиясы, сокращённо каз. 203-ші мад) — соединение в составе соединение в составе Сухопутных войск Вооружённых Сил СССР и Сухопутных войск Вооружённых сил Республики Казахстан.
Существовала в виде дивизии до 1989 года, когда была преобразована в 5204-ю базу хранения военной техники. В 2006 году на основе базы образована 7-я отдельная механизированная бригада (сокращённо 7-я омехбр, каз. 7-ші жмехбр).

## Боевой путь в годыВеликой Отечественной войны
Предшественником 203-й мсд является 203-я стрелковая Запорожско-Хинганская Краснознамённая ордена Суворова дивизия (203-я сд), сформированная в марте 1941 года.
Состав 203-й сд к окончанию Великой Отечественной войны:
- 592-й стрелковый полк
- 610-й стрелковый полк
- 619-й стрелковый полк
- 1037-й артиллерийский полк
- 419-й отдельный истребительно-противотанковый дивизион
- 523-й самоходно-артиллерийский дивизион
- 247-я отдельный разведывательная рота
- 337-й сапёрный батальон
- 911-й отдельный батальон связи
- 254-й медико-санитарный батальон
- 185-я отдельная рота химический защиты
- 539-я автотранспортная рота
- 382-я полевая хлебопекарня
- 852-я полевая почтовая станция
- 1160-я полевая касса Госбанка
- 852-я дивизионный ветеринарный лазарет

## Послевоенная история

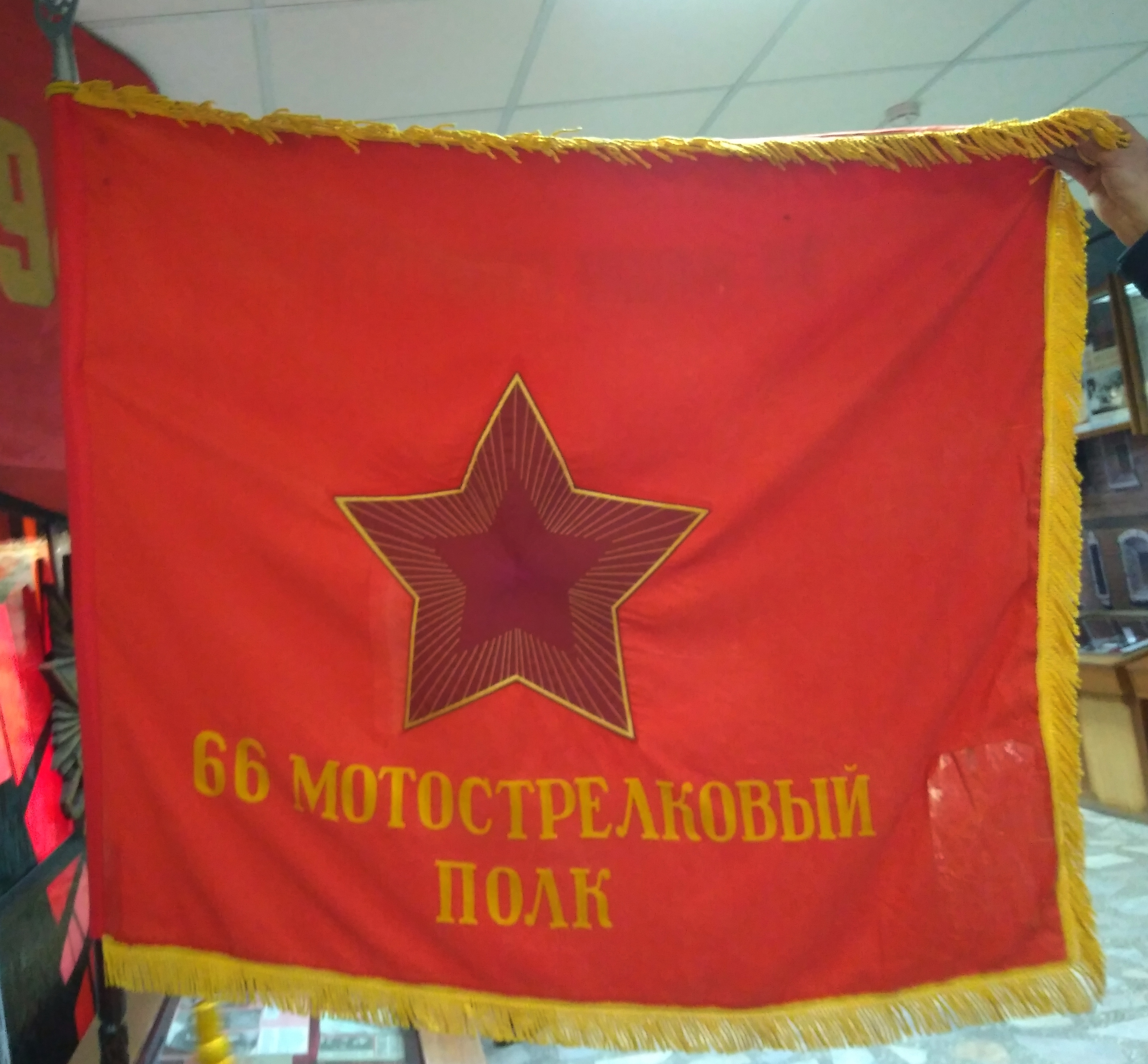
Боевое знамя 66-го мотострелкового полка.
До апреля 1968 года полк входил в состав 203-й дивизии

После окончания советско-японской войны 203-я сд (в/ч 31775) выведена с территории Китая в г.Канск Красноярского края, где была переформирована в 33-ю отдельную стрелковую бригаду (33-я осбр).

С 1947 года передислоцирована в г.Семипалатинск Казахской ССР.

С 1949 года 33-я осбр переформирована в 203-ю сд.

В апреле 1955 года номер дивизии изменился и она стала 30-й стрелковой дивизией.

В марте 1957 года 30-я стрелковая дивизия переформирована в 102-ю мотострелковую дивизию.

В январе 1965 года 102-й мсд возвращён прежний номер — 203-я мотострелковая дивизия и она была передислоцирована в г. Караганду. На место прежней дислокации 203-й мсд была передислоцирована 155-я мсд.

Полное наименование соединения: 203-я мотострелковая Запорожско-Хинганская Краснознамённая ордена Суворова дивизия

Состав 203-й мсд к 1989 году (в скобках указаны предшественники полков в Великую Отечественную войну):
- Управление 203-й мсд — в/ч 31775, г.Караганда
- 31-й Сегедский Краснознамённый мотострелковый полк (бывший 592-й стрелковый полк) — в/ч 61591, г.Караганда
- 53-й Краснознамённый ордена Александра Невского мотострелковый (бывший 610-й стрелковый полк) — в/ч 59262, г.[[Сарань]
- 54-й гвардейский орденов Кутузова и Богдана Хмельницкого мотострелковый полк (230-й гвардейский стрелковый полк) — в/ч 52857, г.Темиртау
- 333-й танковый полк — в/ч 33641 (послевоенное формирование), г.Сарань
- 449-й орденов Богдана Хмельницкого и Александра Невского артиллерийский полк (бывший 1037-й артиллерийский полк) — в/ч 18976, г.Темиртау
- зенитный артиллерийский полк — в/ч 10882 (послевоенное формирование), г.Темиртау
- 970-й отдельный ракетный дивизион — в/ч 33466, г.Темиртау
- 337-й отдельный инженерно-сапёрный батальон — в/ч 62917, г.Сарань
- 582-й отдельный батальон связи — в/ч 41019, г.Караганда
- отдельный разведывательный батальон — г.Караганда
- отдельный ремонтно-восстановительный батальон — в/ч 33466, г. Сарань
- отдельный батальон химической защиты — г.Караганда
- отдельный противотанковый артиллерийский дивизион — г.Караганда
- комендантская рота - в/ч 05759, г.Караганда

Примечание: 54-й гвардейский орденов Кутузова и Богдана Хмельницкого мотострелковый полк (54-й гв.мсп) в период ВОВ был 230-м гвардейским стрелковым полком 80-й гвардейской стрелковой дивизии. В период 1945-1957 годов — 54-м гвардейским механизированным полком 16-й гвардейской механизированной дивизии (в/ч 52857). Позже стал 54-м гв.мсп 80-й гвардейской учебной мотострелковой дивизии (80-й гв.умсд). Полк вошёл в состав 203-й мсд вместо 66-го орденов Кутузова и Богдана Хмельницкого мотострелкового полка (бывшего 619-го стрелкового полка или в/ч 35748), который в апреле 1968 года убыл в состав 80-й гв.умсд в г.Самарканд Узбекской ССР. В 1970 году 66-й мсп вместе со всем составом 80-й гв.умсд будет передислоцирован в н.п. Отар Жамбылской области Казахской ССР.
В ноябре 1989 года в связи с ликвидацией САВО и сокращением воинских частей и соединений, 203-я мсд была переформирована 5204-ю базу хранения военной техники (5204-я БХВТ)

## Соединение в Вооружённых Силах Республики Казахстан
7 мая 1992 года 5204-я БХВТ перешла под юрисдикцию Казахстана.

В связи с экономическим положением государства, руководство ВС РК продолжительное время не могла перейти к полноценному развёртыванию мотострелкового соединения на материально-технической базе бывшей 203-й мсд. И только спустя почти 15-и лет получения Казахстаном Независимости, бывшая 203-я мсд получила преемника и продолжила свою историю.

19 октября 2006 года на основе 5204-й Базы Хранения Военной Техники была сформирована 7-я отдельная механизированная бригада (7-я омехбр или войсковая часть 31775), с дислокацией в селе Доскей (до 2003 года — село Зелёная Балка) в 4-х километрах восточнее Караганды.

На торжественном построении перед личным составом бригады Министр обороны Республики Казахстан генерал-лейтенант Мухтар Алтынбаев вручил новое Боевое Знамя командиру бригады подполковнику Руслану Садуеву.

7 мая 2008 года в г. Караганде прошёл первый в истории города военный парад, в котором участвовали подразделения 7-й омехбр. Парад был посвящён 16-летию ВС РК и прошёл на Площади Независимости.

Состав 7-й омехбр на момент формирования осенью 2006 года:
- Управление бригады
  - разведывательная рота
  - рота связи
  - инженерно-сапёрная рота
  - рота материального обеспечения
  - рота химической защиты
  - ремонтная рота
  - медицинская рота
  - оркестр
- 1-й мотострелковый батальон (БМП-1)
- 2-й мотострелковый батальон (БМП-1)
- 3-й мотострелковый батальон (БМП-1)
- 1-й танковый батальон (Т-72Б)
- 2-й танковый батальон (Т-72Б)
- артиллерийский дивизион (122-мм гаубица Д-30, БМ-21)
- зенитно-ракетный дивизион (Стрела-1 на базе БРДМ-2)[4][5][6]

Полное наименование формирования: 7-я отдельная Запорожско-Хинганская Краснознамённая ордена Суворова II степени механизированная бригада.
Полное название на государственном языке: 7-ші жеке Запорож-Хинган Қызылтулы механикаландырылған ІІ дәрежелі Суворов орденді бригадасы.

На базе бригады проводятся учебные сборы для молодых офицеров.

## Командиры 203-й мсд
- 1980 — 1985 Золотухин, Владимир Алексеевич полковник, генерал-майор
- 1985-----1989  Куимов Николай Григорьевич  полковник, генерал-майор